# Ясайтис, Антанас Антанович
Антанас Антанович Ясайтис (лит. Antanas Jasaitis; 21 мая 1936 — 11 января 1999) — советский и литовский биолог, лауреат Государственной премии СССР (1975).

## Биография
Окончил Московскую сельскохозяйственную академию им К. А. Тимирязева (1963).
С 1963 года в МГУ на кафедре биоэнергетики, научный сотрудник межфакультетской проблемной научно-исследовательской лаборатории молекулярной биологии (1966—1975), с 1972 года заместитель заведующего лабораторией.
С 1975 работал в Вильнюсском университете, в 1990—1999 годах заведующий лабораторией метаболизма и биоэнергетики.
С 1992 года профессор факультета экологических наук Университета Витовта Великого, в 1993—1997 годах заведующий кафедрой молекулярной и клеточной биологии.

### Сочинения
- Молекулярная биоэнергетика [Текст] / Под ред. д-ра биол. наук В. П. Скулачева. - Москва : [б. и.], 1973-. - 22 см. - (Итоги науки и техники. Серия Биофизика/ Гос. ком. Совета Министров СССР по науке и технике. АН СССР. ВИНИТИ). Ч. 1: Превращение энергии в митохондриях. - 1973. - 166 с., 2 л. ил. : ил.
- От солнечного луча до нашего сознания [Текст] : научное издание / А. А. Ясайтис. — М. : Знание, 1979. — 64 с.

## Награды и звания
- Доктор биологических наук (1972). Тема докторской диссертации «Разделение и реконструкция митохондриальных систем, генерирующих мембранный потенциал».
- Лауреат Государственной премии (1975) совместно с В. П. Скулачёвым за экспериментальное доказательство новой функции белков как молекулярных генераторов электрического тока.